# Dominicaines du Saint Esprit de Florence
Ne doit pas être confondu avec Dominicaines du Saint Esprit.
Les Dominicaines du Saint Esprit (en latin : Congregationis Sororum Domìnicanarum a Spiritu Sancto) sont une congrégation religieuse féminine enseignante et hospitalière de droit diocésain.

## Historique
La congrégation est fondée en avril 1872 par Pio Alberto del Corona (1837-1912), prieur du couvent dominicain de San Marco à Florence avec l'aide d'Hélène Bonaguidi et l'approbation orale de Vincent Jandel, maître de l'ordre des Prêcheurs et du pape Pie IX.
Leurs constitutions religieuses sont celles des moniales dominicaines adaptées à la vie apostolique ; la congrégation est agrégée à l'ordre des frères prêcheurs le 14 décembre 1878. D'abord placé sous la juridiction des dominicains de San Marco et ensuite de la province dominicaine de San Marco et de Sardaigne, l'institut est érigé en institut religieux de droit diocésain par le cardinal Ermenegildo Florit, archevêque de Florence, par un décret daté du 5 février 1971. 

## Activités et diffusion
Les Dominicaines du saint Esprit se consacrent à l'enseignement et aux soins des personnes âgées.
Elles sont présentes à Florence et à Carbonia.
La maison-mère est à Florence. 

## Source
- (it) Cet article est partiellement ou en totalité issu de l’article de Wikipédia en italien intitulé « Suore domenicane dello Spirito Santo » (voir la liste des auteurs).